# Bahnstrecke Jörn–Arvidsjaur
| Empfangsgebäude Arvidsjaur |                          |                                |                                |
| Streckennummer: | Arvidsjaur–Nordlunda: 99 |                                |                                |
| Kursbuchstrecke: | 34 (1982)                |                                |                                |
| Streckenlänge: | 75,558 km                |                                |                                |
| Spurweite: | 1435 mm (Normalspur)     |                                |                                |
| |                          |                                |                                |
| \| \| \| Inlandsbahn \| \| \| \| 75,558 \| Arvidsjaur \| 386 m.ö.h. \| \| \| 70,726 \| Nordlunda \| Nordlunda \| \| \| 70,300 \| Inlandsbanan AB / Trafikverket \| Inlandsbanan AB / Trafikverket \| \| \| 63,120 \| Bränntjärn \| Bränntjärn \| \| \| \| Silberweg (Riksväg 95) \| \| \| \| 55,527 \| Abborrträsk \| 376 m.ö.h. \| \| \| \| Länsväg 373 \| \| \| \| 50,923 \| Saltmyran \| Saltmyran \| \| \| 44,850 \| Hålbergsliden \| 391 m.ö.h. \| \| \| 35,236 \| Moräng \| Moräng \| \| \| \| Silberweg (Riksväg 95) \| \| \| \| 31,985 \| Glommersträsk \| 364 m.ö.h. \| \| \| 30,30 \| Glommersliden \| Glommersliden \| \| \| 25,338 \| Missenträsk \| 349 m.ö.h. \| \| \| \| Silberweg (Riksväg 95) \| \| \| \| 20,111 \| Stensträsk \| 344 m.ö.h. \| \| \| 7,298 \| Granbäck \| 286 m.ö.h. \| \| \| 3,000 \| Torvterminalen Jörn \| Torvterminalen Jörn \| \| \| \| Stambanan von Boden \| \| \| \| \| Silberweg (Riksväg 95) \| \| \| \| 0,000 \| Jörn \| 261 m.ö.h. \| \| \| \| Stambanan nach Bräcke \| \| |                          |                                |                                |
| Abzweig von links und von rechts |                          | Inlandsbahn                    | Inlandsbahn                    |
| Bahnhof | 75,558                   | Arvidsjaur                     | 386 m.ö.h.                     |
| Abzweig geradeaus und ehemals von links | 70,726                   | Nordlunda                      | Nordlunda                      |
| | 70,300                   | Inlandsbanan AB / Trafikverket | Inlandsbanan AB / Trafikverket |
| Bahnhof (Strecke außer Betrieb) | 63,120                   | Bränntjärn                     | Bränntjärn                     |
| Bahnübergang (Strecke außer Betrieb) |                          | Silberweg (Riksväg 95)         | Silberweg (Riksväg 95)         |
| Bahnhof (Strecke außer Betrieb) | 55,527                   | Abborrträsk                    | 376 m.ö.h.                     |
| Bahnübergang (Strecke außer Betrieb) |                          | Länsväg 373                    | Länsväg 373                    |
| Haltepunkt / Haltestelle (Strecke außer Betrieb) | 50,923                   | Saltmyran                      | Saltmyran                      |
| Bahnhof (Strecke außer Betrieb) | 44,850                   | Hålbergsliden                  | 391 m.ö.h.                     |
| Haltepunkt / Haltestelle (Strecke außer Betrieb) | 35,236                   | Moräng                         | Moräng                         |
| Brücke (Strecke außer Betrieb) |                          | Silberweg (Riksväg 95)         | Silberweg (Riksväg 95)         |
| Bahnhof (Strecke außer Betrieb) | 31,985                   | Glommersträsk                  | 364 m.ö.h.                     |
| Haltepunkt / Haltestelle (Strecke außer Betrieb) | 30,30                    | Glommersliden                  | Glommersliden                  |
| Bahnhof (Strecke außer Betrieb) | 25,338                   | Missenträsk                    | 349 m.ö.h.                     |
| Strecke mit Straßenbrücke (Strecke außer Betrieb) |                          | Silberweg (Riksväg 95)         | Silberweg (Riksväg 95)         |
| Bahnhof (Strecke außer Betrieb) | 20,111                   | Stensträsk                     | 344 m.ö.h.                     |
| Bahnhof (Strecke außer Betrieb) | 7,298                    | Granbäck                       | 286 m.ö.h.                     |
| Betriebsstelle Strecke bis hier außer Betrieb | 3,000                    | Torvterminalen Jörn            | Torvterminalen Jörn            |
| Abzweig geradeaus und von links |                          | Stambanan von Boden            | Stambanan von Boden            |
| Strecke mit Straßenbrücke |                          | Silberweg (Riksväg 95)         | Silberweg (Riksväg 95)         |
| Bahnhof | 0,000                    | Jörn                           | 261 m.ö.h.                     |
| Strecke |                          | Stambanan nach Bräcke          | Stambanan nach Bräcke          |

Die Bahnstrecke Jörn–Arvidsjaur, auch Tvärbanan Jörn–Arvidsjaur, ist eine Eisenbahnstrecke in den nordschwedischen Provinzen Västerbottens län und Norrbottens län. Sie ist die nördlichste und kürzeste Verbindung zwischen der Stambanan genom övre Norrland und der Inlandsbahn. Die anderen Querbahnen sind Forsmo–Hoting und Hällnäs–Storuman.

## Geschichte
Der Bau der Bahnstrecke zwischen Jörn und Arvidsjaur wurde 1924 begonnen und im Dezember 1928 fertiggestellt. Im Jahr 1990 wurde der Güterverkehr bis auf den Streckenabschnitt zwischen Arvidsjaur und Nordlunda  eingestellt und es waren seitdem lediglich Fahrrad-Draisinen für Touristen unterwegs. 2010 gingen etwa drei Kilometer Bahnstrecke wieder in Betrieb: Die Torfverladung in Jörn wurde eröffnet.
Die Draisineninfrastruktur war 2010 in Arvidsjaur demontiert und es fanden im Bereich Arvidsjaur sporadische Zugfahrten statt. Es gibt Bestrebungen, den Güterverkehr auf der Strecke wieder aufzunehmen. Bei Trafikverket ist die Strecke in den aktuellen Karten (2014) noch enthalten, trägt jedoch den Hinweis: Nedlagd – Dressintrafik. Bei Missenträsk sind die Bahnübergänge schon geraume Zeit überteert.
Auf der Strecke Arvidsjaur–Nordlunda findet kein regelmäßiger Verkehr mehr statt. Die Bedienung der 1951 eingerichteten Anschlussstelle wurde zum Ende des Jahres 2002 aufgegeben. Das Sägewerk arbeitet nicht mehr, so dass keine Güterwagen hierher überführt werden müssen. Eine Besonderheit gibt es bei Nordlunda: Ein Teil der Strecke vor Nordlunda ist mittels einer Oberleitung elektrifiziert, ein weiterer Teil hinter Nordlunda besitzt eine Stromschiene. Hier wurde durch Storstockholms Lokaltrafik (SL) zumindest 2008 die Wintertauglichkeit deren Fahrzeuge erprobt.

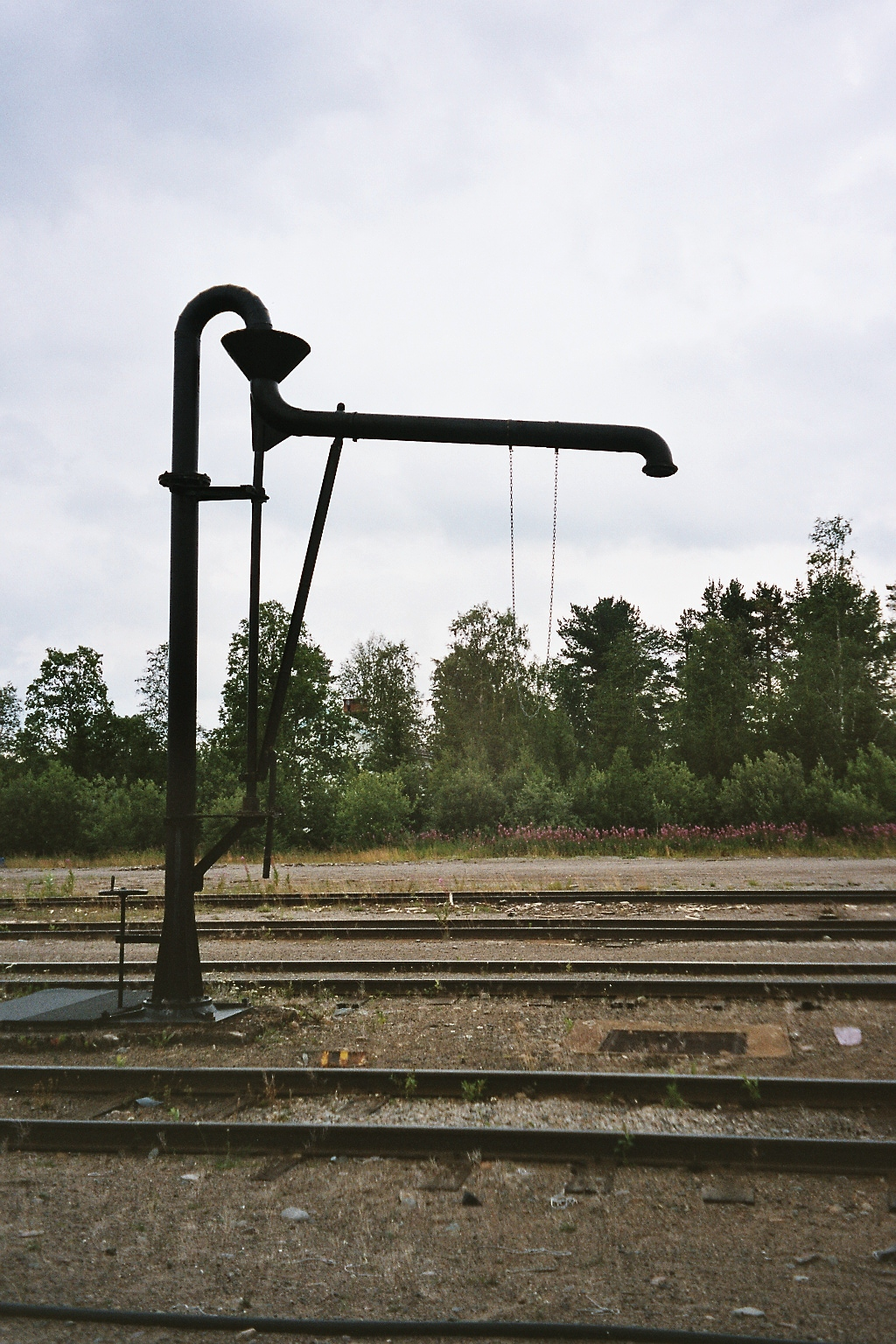
Wasserkran in Arvidsjaur
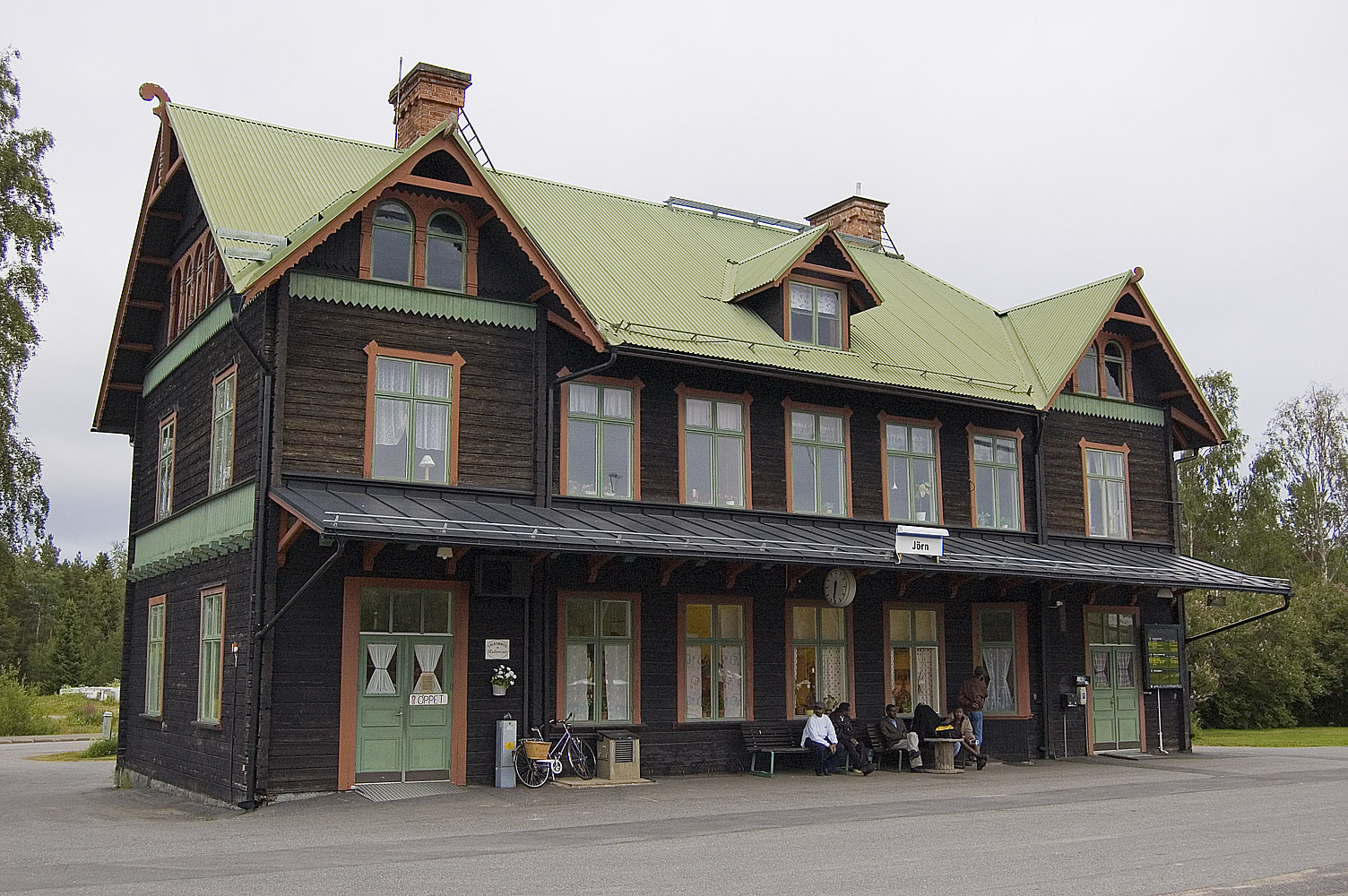
Empfangsgebäude Jörn

## Zukunft

### Mögliche Wiederinbetriebnahme
Im aktuellen Entwicklungsplan der Inlandsbanan AB wird die Übernahme der Bahnstrecke von Trafikverket angestrebt. Nachdem auf der dortigen Strecke das Problem der einfachen Streckenklasse A beseitigt wurde und die Inlandsbahn als Umleiterstrecke im schwedischen Eisenbahnverkehr fungiert, ist die Wiederaufnahme des Verkehrs auf dieser Strecke ein Thema. Am 19. März 2013 fand im schwedischen Reichstag eine Interpellationsdebatte zur Zukunft der Bahnstrecke statt. In einer Pressemeldung der Inlandsbanan AB vom 20. März 2014 wurde der Wiedereröffnung der Bahnstrecke im Jahr 2014 oberste Priorität eingeräumt. Geschehen ist offensichtlich nichts. Eine Veränderung gab es lediglich in den offiziellen Eisenbahnkarten: Während die letzten Jahre hier „nedlagd“ (eingestellt) verwendet wurde, ist seit dem Fahrplanwechsel 2016/17 „Indraget underhåll“ (keine Wartung) zu lesen.
2017 war nach Angaben der Inlandsbanan AB geplant, dass 2019 die Bahnstrecke Jörn–Arvidsjaur wiedereröffnet werden soll.

### Mögliche Teststrecke
Eine alternative Möglichkeit zur Wiederinbetriebnahme der Bahnstrecke ist das Projekt, sie in eine Teststrecke umzuwandeln, die insbesondere Fahrzeuge und Infrastrukturkomponenten auf ihre Wintertauglichkeit prüfen soll. Die Rail Test Nordic AB (RTN) plant die komplette Elektrifizierung der Strecke. An beiden Enden und in Glommersträsk sollen Wendeschleifen errichtet, die Radsatzlast auf 25 Tonnen erhöht, die Zugbeeinflussung ETCS Level 2 eingebaut und der Abschnitt Jörn–Glommersträsk für 250 km/h ausgelegt werden. An beiden Streckenenden sollen 220 Meter lange, klimatisierte Hallen errichtet werden, in denen Fahrten zwischen Tunnel und Winterkälte simuliert werden können. Die Betriebszentrale soll in Jörn entstehen, das vorhandene Empfangsgebäude zu einer Mitarbeiterunterkunft umgebaut werden. Die Machbarkeitsstudie für das Projekt liegt vor. Die Bauzeit soll drei Jahre betragen, die Kosten 150 Mio. Euro. Die Finanzierung soll durch die EU, den schwedischen Staat, die Bezirke Norrbotten und Västerbotten, die Gemeinden Skellefteå und Arvidsjaur sowie Sponsoren aufgebracht werden. Stadler Rail und Bombardier haben ihr Interesse bekundet, die Anlage zu nutzen.
Am 18. Februar 2020 stimmte der Vorstand von Trafikverket einer Übernahme der Bahnstrecke für 30 Jahre durch dieses Projekt zu. Da in der Folge keinerlei Güterverkehr mehr möglich ist und Inlandsbanan AB nicht einbezogen wurde, hat diese im März 2020 Klage gegen diesen Beschluss eingelegt. Im Januar 2021 genehmigte die schwedische Regierung die Vergabe endgültig. Zwei Monate später, am 12. März 2021, gab Skanska bekannt, nicht mehr für die Finanzierung des Projektes zur Verfügung zu stehen.

## Besonderheiten
Die Schriftstellerin Sara Lidman (1923–2004) aus Missenträsk schrieb 1977–1985 fünf Romane über die Kolonisierung und den Eisenbahnbau in ihrer Heimatgegend.